# Burt Totaro

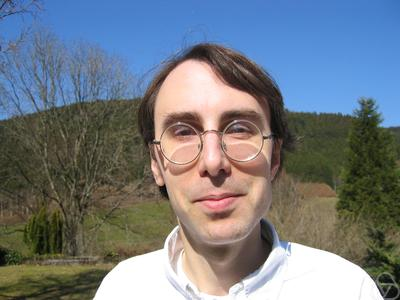
Burt Totaro in Oberwolfach 2004

Burt James Totaro (* 1969) ist ein US-amerikanischer Mathematiker, der sich mit Algebraischer Geometrie beschäftigt.

## Leben
Burt Totaro nahm am Programm für mathematisch Frühbegabte der Johns Hopkins University teil und begann schon 1982 sein Studium an der Princeton University. 1989 wurde er bei Shōshichi Kobayashi an der University of California, Berkeley, promoviert (K-theory and algebraic cycles). Er war Lowndean Professor an der University of Cambridge.  Seit 2012 ist er Professor an der University of California, Los Angeles.
Totaro beschäftigt sich mit topologischen Fragen der Algebraischen Geometrie insbesondere im Umkreis der noch offenen Vermutung von Hodge, einem der Clay Probleme.
Von 1995 bis 1997 war er Sloan Research Fellow. 2002 war er Invited Speaker auf dem Internationalen Mathematikerkongress in Peking (Topology of singular algebraic varieties). 2000 erhielt er den Whitehead-Preis. Totaro ist seit 2009 Fellow der Royal Society (2009).
Er ist Mitherausgeber von Compositio Mathematica und war 2003 bis 2008 Mitherausgeber der Proceedings of the London Mathematical Society.